# Michael Nakazawa
Pour les articles homonymes, voir Nakazawa.
Masatsugu Nakazawa (坂崎 ユカ, Nakazawa Masatsugu), dit Michael Nakazawa, né le 8 octobre 1975 à Kawasaki dans la préfecture de Kanagawa, est un catcheur japonais. Professionnel depuis 2005, il est actuellement sous contrat avec la fédération américaine All Elite Wrestling. 

## Carrière

### All Elite Wrestling
Bon ami de Kenny Omega, avec qui il fut notamment champion par équipe KO-D en 2011, Nakazawa s'engage avec la All Elite Wrestling en mars 2019. À l'occasion de Double or Nothing, l'événement inaugural de la promotion, il prend part au 21-Man Casino Battle Royale, duquel il sera le premier participant éliminé. Le mois suivant, lors du pré-show de Fyter Fest, Nakazawa vainc Alex Jebailey dans un « hardcore match »,.
Le 13 novembre 2019, lors de sa première apparition à AEW Dynamite, Michael Nakazawa perd face à Jon Moxley. Dès lors, Nakazawa  s'illustre principalement à AEW Dark (en).
Le 26 mai 2020, Nakazawa bat Brandon Cutler par décompte à l'extérieur, une première dans l'histoire de la jeune fédération.
À Blood and Guts (en), Nakazawa, en équipe avec le champion du monde de l'AEW Kenny Omega, dont il est devenu le bras droit, perd face à Jon Moxley et Eddie Kingston.

## Championnats et accomplissements
- DDT Pro-Wrestling
  - DDT Extreme Champion (1 fois)
  - Ironman Heavymetalweight Champion (14 fois)
  - Jiyūgaoka 6-Person Tag Team Champion (1 fois)
  - KO-D Tag Team Champion (2 fois)
  - Sea Of Japan 6-Person Tag Team Champion (1 fois)
  - UWA World Trios Champion (1 fois)

## Vie privée
Nakazawa est diplômé de l'université Tōkai.